# Louis Auguste de Peyre
Pour les articles homonymes, voir Peyre.
Louis Auguste de Peyre, né le 4 mars 1797 à Limoux (Aude) et mort le 13 février 1869 à Limoux, est un homme politique français.

## Biographie
Louis Auguste de Peyre est le fils de Joseph Peyre, médecin, et de Françoise Suzanne Debault. 
Après des études de droit il est avocat au barreau de Limoux.  Il est nommé maire de Limoux en 1830. Il est élu conseiller général de l'Aude puis député du même département le 1er mars 1832, après un échec en 1831. De 1832 à 1848 il siége dans la majorité conservatrice soutenant les ministères de la Monarchie de Juillet. Il est conseiller référendaire à la Cour des Comptes de 1844 à 1869.
Il est chevalier de la Légion d'honneur.

## Sources
- « Louis Auguste de Peyre », dans Adolphe Robert et Gaston Cougny, Dictionnaire des parlementaires français, Edgar Bourloton, 1889-1891 [détail de l’édition]